# دير كوش
دير كوشه، تقع دير كوشه في قضاء الشوف أحد أقضية محافظة جبل لبنان. تبعد دير كوشه 40 كم (24.856 مي) عن بيروت. ترتفع بين 250م و 650 م (1082.73 قدم - 360.888 يارد) عن سطح البحر وتمتد على مساحة 156 هكتاراً (1.56 كم²- 0.60216 مي²). اشتهرت بصناعة الحرير والفخار منذ عشرات السنين كما تتميز بالحمضيات واشجار الزيتون والصنوبر .
محافظة جبل لبنان هي واحدة من ثمان محافظات يتشكل منها لبنان الإداري. عدد محافظات لبنان ارتفع من 6 إلى 8 في شهر تموز 2003 بعد تأسيس محافظتين جديدتين. الأولى هي محافظة بعلبك الهرمل ( بموجب المرسوم 522 تاريخ 16 تموز 2003) والثانية هي محافظة عكار. قبل تموز 2003 كان قضاء عكار يتبع محافظة لبنان الشمالي وقضاءي بعلبك الهرمل كانا جزءا من محافظة البقاع.